# ラブ・アンド・ロケッツ
『ラブ・アンド・ロケッツ』（Love and Rockets）とはヒルベルト、ハイミー、マリオのヘルナンデス兄弟によるコミックブックシリーズ。1980年代に米国のオルタナティブ・コミックムーブメントを先導したタイトルの一つ。
ヘルナンデス兄弟はそれぞれが独立した漫画家であり、異なる作者の作品の間に関連性はない。本シリーズの主軸となるのはヒルベルトとハイミーの作品である。それぞれの作品では概ね一定のキャラクターと設定が用いられている。ヒルベルトが描く物語は中央アメリカに位置する架空の村、パロマーに住むキャラクターを中心としており、時にマジックリアリズムの要素が用いられる。ジェイミーの「ローカス」作品群ではロサンゼルスに住む一団のキャラクターが描かれる。中でも主役となるのは、ラテン系アメリカ人女性で時に友人、時に同性のカップルでもあるマギーとホーピーである。

## 出版の歴史
ヒルベルト、ハイミー、マリオのヘルナンデス兄弟は1981年に『ラブ・アンド・ロケッツ』第1号を自費出版し、コミック・コンベンションで手売りした。これがファンタグラフィックス・ブックスの編集者ゲイリー・グロスの目に留まり、翌年からカラー表紙で商業的に刊行されることになった。この時期は、ドラッグ・カルチャーと密接な関わりがあったアンダーグラウンドコミックから一般のコミック店で販売されるオルタナティブコミックへの移行期にあたるが、ヘルナンデス兄弟の活動はその先駆けと言える。
第1期シリーズ（vol. 1）は一般的なアメリカのコミックブックより大きい雑誌サイズで刊行された。メインの執筆者であるヒルベルトとジェイミーがそれぞれ表紙と裏表紙を描き、毎号その担当を交替するのが慣例だった。第1期は1996年に発行された第50号で終了した。それ以降、2001年に第2期が発刊されるまで、ヒルベルトとジェイミーはそれぞれ異なる媒体で自らのキャラクターを用いたコミックを描いていた。第2期は標準的なコミックブックの判型で2007年まで全20号が発行された。2008年から開始された第3期は『ラブ・アンド・ロケッツ:ニューストーリー (Love and Rockets: New Stories)』のタイトルを冠しており、100ページほどのグラフィックノベルとして年一冊ずつ2016年まで刊行された。
2016年にはファンタグラフィックスによって第4期の刊行が始められた。

## シリーズの概要
『ラブ・アンド・ロケッツ』に掲載される作品の多くは、ヒルベルトの「パロマー」とジェイミーの「ホッパーズ13」という大きな物語の一部である。そのほか読み切りや掌編、シュールなジョークなども載せられる。
「パロマー」は南米に位置する架空の村とその住人にまつわる物語である。生き生きとしたキャラクターと、時に幻想的になるストーリー展開は、ガルシア・マルケスなどのマジックリアリズム作家と並べて論じられることがある。パロマーを舞台とした作品群は第1作のタイトル「ハートブレイク・スープ」で呼ばれることもある。

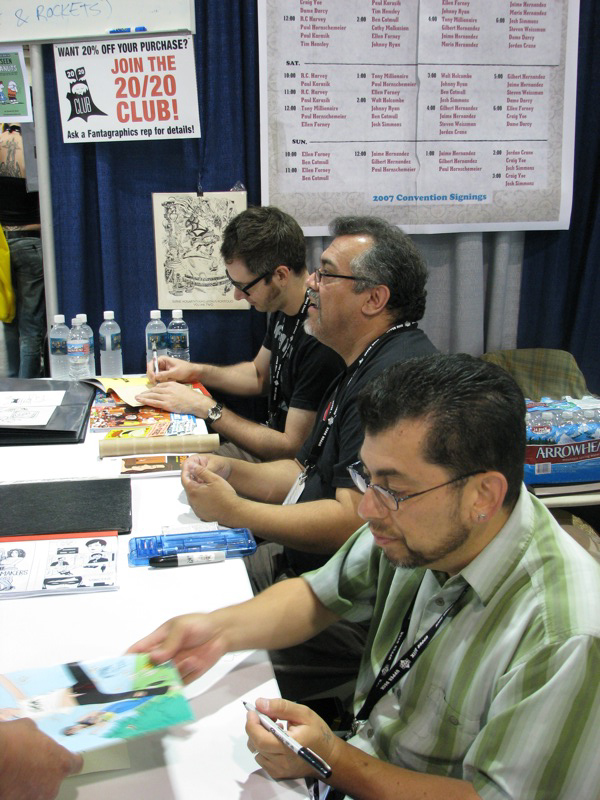
ヒルベルト・ヘルナンデス（中）とハイミー・ヘルナンデス（下）。2007年サンディエゴ・コミコンにて。

「ホッパーズ13」では、カリフォルニアのパンクシーンのただなかにあったチカーノを中心とする10代のグループが中年となるまでの込み入った人生が描かれる。ホッパーズ（Hoppers）またはウェルタ（Huerta）とは架空の都市の名で、ヘルナンデス兄弟の生地であるカリフォルニア州オックスナードがモデルになっている。キャラクターの中で特に記憶に値するのは、マギー（マルガリータ・ルイザ・チャスカリッロ）とホーピー（エスペランサ・レティシア・グラス）である。同性の恋人である2人の別れと復縁は多くのストーリーラインの焦点となった。この作品群は個性豊かな女性キャラクターが多く登場することから「ローカス（Locas）」（スペイン語で「いかれた女」）と呼ばれることも多い。
プロット重視でほろ苦いストーリーを特徴とするヒルベルト作品に対し、キャラクター重視で楽天的、都会的なハイミー作品は好対照をなすと評される。2人の画風も異なっており、小野耕世によるとハイミーは「しゃれた絵」、ヒルベルトの絵は「野暮ったいが逆にその生活感のこもった描線の人間味によって読むものをひきこむ」という。
一般のアメリカン・コミックでは長期連載作品であってもキャラクターの年齢が一定に保たれるが、『ラブ・アンド・ロケッツ』では時間の経過がおおむね現実に即して描写されるのが特徴の一つである。たとえば、初期に「プロソーラー・メカニック」として登場したマギーは細身ながら肉感的な女性として描かれており、チカーノ文化とパンク文化を主体としてSFのタッチを加えた世界に住んでいた。マギーのキャラクターのディテールが掘り下げられていくと、並行して彼女はゆっくりと太り始めた。年月を重ねるにつれて、マギーをはじめとするキャラクターはそれぞれの物語の中で重層的で複雑なキャラクターへと成長していった。現在のマギーは髪を脱色して金髪にしており、ルーベンス風のふくよかな体でセクシーな水着に目がなく、マンション管理人として生計を立てている。またハイミーはフラッシュバックを頻繁に用い、その中でキャラクターは幼児から子供、青年、30代まで様々な年齢で描かれる。『ラブ・アンド・ロケッツ』第2期第1号を飾った表紙では異なる年齢のマギーが並べて描かれた。
『ラブ・アンド・ロケッツ』第1期で描かれた「パロマー」および「ローカス」作品群は各1巻の合本としてファンタグラフィックス社から刊行された。ただし関連作品のすべてが収録されたわけではない。第1期のコミックブック全50号は全15巻のペーパーバック叢書に完全収録された（第1巻『Music for Mechanics - Love & Rockets. Paperback』1995年12月刊）。さらに近年には、全7巻の小判型本（mass-market paperback）シリーズがファンタグラフィックスから刊行された。そのほか、まとまった物語をハードカバー本として編集した書籍が複数ある。

### 評価
メインストリーム外のアメリカンコミックとして最高の評価を受けている。『タイム』誌は本作を「アンダーグラウンドコミックの次の世代の独立系コミック作家にとってベンチマーク的存在」と評し、作者ヘルナンデス兄弟を「21世紀のイノベーター」のリストに載せた。『ローリング・ストーン』誌は2014年に本作を「スーパーヒーロージャンル以外のグラフィックノベルトップ50」の1位に挙げ、「ローカス」を「おそらくパンク文化を扱った創作で最高のもの」と評した。

## 登場人物

### ハイミー
マギー（マルガリータ・ルイザ・チャスカリロ） - Margarita Luisa "Maggie" Chascarrillo
ホーピーの親友で、時には同性の恋人となる。ホーピーと別れている間は男性と交際しており、その中でもっとも深い関係となったのはレイ・ドミンゲスである。南カリフォルニアの地元のパンクシーンでホーピーと知り合った。初期の数号では「プロソーラー・メカニック」として世界中を旅し、SF風の冒険を繰り広げた。マギーとホーピーは『Wizard』誌の「コミックブック・キャラクター・オールタイムベスト200」で95位を占めた 。
ホーピー（エスペランサ・レティシア・グラス）- Esperanza Leticia "Hopey" Glass
マギーの親友で、毒舌家で気性の激しい、冒険心豊かな女性。レズビアンとして描かれることが多い。いくつかのパンクバンドでベーシストとして活動しており、たびたびツアーに出て様々な経験をする。
ペニー・センチュリー（ベアトリス・ガルシア）- Beatríz "Penny Century" García
マギーやホーピーのセクシーな友人。非現実的なほどの資産家であるH・R・コスティガンの妻。
イジー（イザベル・ルーベンス）- Isabel "Izzy" Reubens
マギーの友人であり、メンターでもある著述家。離婚と流産を経験してから神経衰弱に陥り、マギーの故郷の町では「魔女のおばさん」として恐れられるようになった。
ダフィー（ダフニ・マツモト）- Daphne "Daffy" Matsumoto
マギーとホーピーの年少の友人、裕福な家の娘。初期には主要な脇役だったが、後に大学へ進学して登場が減った。
レイ・ドミンゲス - Ray Dominguez
マギーのボーイフレンドの一人。画家。ホッパーズからロサンゼルスに移り住んだレイを主人公とする作品もある。
ドイル・ブラックバーン - Doyle Blackburn
レイの幼馴染。暴行の前科を持つ。
レナ・ティタニョンとヴィッキ・グローリー - Rena Titañon and Vicki Glori
メキシコの女子プロレス界でチャンピオンシップをめぐるライバル。レナはマギーの友人だったが、紆余曲折の末、南米で革命のシンボルとなり、多くの支持者と敵を持つようになった。ヴィッキはマギーの叔母で幼少期の保護者だった。後にプロレスのトレーナーやプロレス連盟の役員を務めた。
ダニータ・リンカーン - Danita Lincoln
マギーがレストランで働いていたときの同僚。マギーが街を出て行ったあとでレイと付き合い始める。ストリッパーとしても働く。同じくストリッパーであるリリーはドイルのガールフレンドである。
H・R・コスティガン - H.R. Costigan
頭に角を生やした億万長者。ペニー・センチュリーと付き合ったり別れたりを繰り返している。
テリー・ダウニー - Terry Downe
冷たく整った外見の才能あるギタリスト。別れた恋人のホーピーをいまだに想っている。
ランド・レース - Rand Race
世界的に有名なプロソーラー・メカニックで、ハンサムな男性。マギーを雇って冒険に連れ出した。かつて付き合っていたペニー・センチュリーのことで頭がいっぱいだったため、マギーの恋心には気づいていなかった。
スピーディ（エウラリオ・オルティス） - Eulalio "Speedy" Ortiz
イザベルの弟で、ホッパーズのギャング集団に所属している。マギーと惹かれあっていたが、不慮の死を遂げた。
フロッグマウス（ヴィヴィアン・ソーリス）- Vivian "Frogmouth" Solis
ドイルの友人で、傍若無人なトラブルメーカーのストリッパー。レイとマギーと個別に関係を持ち、地元のギャング数名と衝突しながら自由気ままに暮らしている。

### ヒルベルト
ルーバ - Luba
肝の据わった女性。金槌がトレードマーク。性的に放埓で巨大な乳房を持つ。浴場の主人だったが、後にパロマーの市長になる。パロマーに住み着くまでにも複雑な人生を歩んできた。
ルーバの子供たち
マリセラ、グアダルーペ、ドラリス、カシミラ、ソコッロ、ホセリート、コンセプション - Maricela, Guadalupe, Doralis, Casimira, Socorro, Joselito, Concepcion
ルーバの恋人たち
アーチー、カモ、ピーター、ホセ - Archie, Khamo, Peter, Jose
オフェリア - Ofelia
ルーバの親戚。ルーバとその子供たちの面倒を見ていた。
エラクリオとカルメン - Heraclio and Carmen
愛し合うカップル。初期の中心的なキャラクターだった。
イズラエル、サッチ、ヴィンセテ、ヘスース - Israel, Satch, Vincete, Jesús
エラクリオとピポの幼馴染。
チェロ - Chelo
パロマーの保安官。産婆でもあり、登場人物の多くを取り上げた。
ピポ、ガトー、セルジオ - Pipo, Gato, Sergio
美しく虚栄心の強いピポ、その夫で怒りっぽいが愛情深いガトー。ピポがマヌエルとの間に設けた息子セルジオは世界的なサッカー選手となった。
トナンツィン・ヴィヤセニョール - Tonantzín Villasenor
パロマー出身のパーティー好きな美しい少女。政治意識に目覚める。
マヌエルとソレダード - Manuel and Soledad
友人であり、恋人であり、ライバルでもある。「パロマー」シリーズ第1作「ハートブレイク・スープ」の主人公。
フリッツ、ペトラ、ヴェヌス - Fritz, Petra, Venus
フリッツとペトラはルーバの異父姉妹で、豊満な外見で冒険好きの性格はルーバと共通している。ヴェヌスはペトラの早熟な娘でコミックファン。
マリア - María
ルーバの母。生まれたばかりのルーバを捨ててアメリカに移民し、そこでフリッツとペトラを生んだ。
エラータ・スティグマータ - Errata Stigmata
激しい感情的トラウマから聖痕を顕すようになった、超現実的な面を持つキャラクター。「Radio Zero（ラジオ・ゼロ）」の物語で初登場し、「Tears from Heaven（天からの涙）」でその過去が語られた。

## 重要なエピソード
本シリーズのストーリーラインは多岐にわたるが、そのうち代表的なものを挙げる。

### ハイミー
「Mechanics（メカニック）」
SF的な「メカニックのマギー」シリーズの第1作。「プロソーラー・メカニック」の一員としてロケットを修理するために南米に赴いたマギーは、ペニー・センチュリーやレナ・ティタニョンとともに政治革命に巻き込まれる。
「The Death of Speedy Ortiz（スピーディ・オーティスの死）」
「メカニックのマギー」期が終わり、マギーの周囲の人間模様が主題とされるようになった。控えめな画家のレイはマギーに近づこうとするが、ギャングの一員で彼女を昔からよく知るスピーディの存在が障害となる。ギャング抗争の中、スピーディはマギーに告白するが、マギーは彼に対する感情を整理できない。スピーディは車中で死んでいるところを発見される。
「Flies on the Ceiling（天井のハエ）」
堕胎と離婚を経験し、自殺未遂を起こして心の弱ったイザベル・ルーベンスが、移住先のメキシコで父子と知り合う。
「Wigwam Bam」「Chester Square」
「メキシコ人」とからかわれたマギーは、同情してくれなかったホーピーに愛想をつかして去る。周囲の多くのキャラクターとのかかわりあいを通して2人の互いへの思いが試される。
「Home School（ホームスクール）」
よちよち歩きのマギーと少し年長のイザベルは両親の不和に脅かされながら友情を結ぶ。『ピーナッツ』や『わんぱくデニス』を思わせるタッチの絵で描かれた。
「The Ghost of Hoppers（ホッパーズの幽霊）」
歳を取り、離婚を経験したマギーはサンフェルナンド・バレーでアパートの管理人となる。ホーピーとはつかず離れずの関係を続けている。故郷のホッパーズを訪れたマギーは、かつて住んでいたイジーの家が焼け落ちるのを目撃し、幽霊の幻を見る（『ラブ・アンド・ロケッツ』第2期）。
「The Love Bunglers（不器用な恋人たち）」
中年になったマギーは自らの足で人生を歩みだし、ホーピーやレイとの関係に折り合いをつける。（『ラブ・アンド・ロケッツ: ニューストーリー』第3号、第4号)

### ヒルベルト
「Heartbreak Soup（ハートブレイク・スープ）」
「パロマー」シリーズの長編第一作。女癖の悪いマヌエルが14歳の美少女ピポと関係を持ったことにより、抑圧の強い人間嫌いのソレダードとマヌエルとの間の友情が転回し始める。
「An American in Palomar（パロマーのアメリカ人）」
尊大なアメリカの写真家ハワードがパロマーを訪れる。住人は被写体となることを喜ぶが、ハワードは虐げられた貧困地帯というステレオタイプを求めているだけだった。
「For the Love of Carmen（カルメンの愛のために）」
パロマーに住むエラクリオとカルメンのカルデロン夫妻の婚姻生活を描いた単発作品。
「Human Diastrophism（人間の地殻変動）」
パロマーで連続殺人が発生し、住民と保安官のチェロは犯人を捜索する。ルーバは若い建設作業員をどうしようもなく愛してしまったことに気づく。「Blood of Palomar（パロマーの血）」の題で単行本化された。
「Love and Rockets X」
ロサンゼルスでラブ・アンド・ロケッツという名のアマチュアバンドを組んでいる白人の若者たちが黒人と白人の人種間紛争に巻き込まれる。騒動は社会的階層や性的志向に基づく衝突に発展する。1992年のロサンゼルス暴動と近い時期に設定されている。物語の内容とは関係ないが、本作から名を取ったバンドラブ・アンド・ロケッツがイギリスに実在することが着想となった。
「Poison River（ポイズン・リバー）」
パロマー以前のルーバの生い立ちに関する入り組んだ物語。メキシコ政府やマフィア、性転換者、人種差別的なコミックブック、ミスコンテストの優勝者だったルーバの母マリアが交錯する複雑なプロットが精細に描かれる。

## グラフィックノベルと合本
1. 『Music for Mechanics』ヘルナンデス兄弟、1985年10月、～140ページ
序文カーター・ショルツ
2. 『Chelo’s Burden』ヘルナンデス兄弟、1986年6月、～150ページ
序文ゲイリー・グロス
3. 『Las Mujeres Perdidas』ヘルナンデス兄弟（ヒルベルトとハイミーのみ）、1987年8月、 ～140ページ
4. 『Tears from Heaven』ヘルナンデス兄弟（ヒルベルトとハイミーのみ、表紙の一枚はマリオによる）、1988年1月、～125ページ
5. 『House of Raging Women』ヘルナンデス兄弟（これ以降はすべてヒルベルトとハイミーのみ）、1988年9月、～125ページ
6. 『Duck Feet』ヘルナンデス兄弟、1988年9月、～125ページ
7. 『The Death of Speedy』ハイミー・ヘルナンデス、1989年11月、～125ページ
8. 『Blood of Palomar』ヒルベルト・ヘルナンデス、1989年12月、～125ページ
9. 『Flies on the Ceiling』ヘルナンデス兄弟（主にハイミー）、1991年10月、～110ページ
10. 『Love & Rockets X』ヒルベルト・ヘルナンデス、1993年7月、～90ページ
11. 『Wigwam Bam』ハイミー・ヘルナンデス、1994年3月、～125ページ
12. 『Poison River』ヒルベルト・ヘルナンデス、1994年9月、～190ページ
13. 『Chester Square』ハイミー・ヘルナンデス、1996年7月、～155ページ
14. 『Luba Conquers the World』ヒルベルト・ヘルナンデス、1996年12月、～130ページ
15. 『Hernandez Satyricon』ヘルナンデス兄弟（マリオも含む）、1997年8月、～110ページ
16. 『Whoa Nellie! 』ハイミー・ヘルナンデス、2000年6月、～70ページ
17. 『Fear of Comics』ヒルベルト・ヘルナンデス年月、2000年10月、～120ページ
18. 『Locas in Love』ハイミー・ヘルナンデス、2000年10月、～120ページ（第1期終了）
19. 『Luba in America』（「Luba」巻1）ヒルベルト・ヘルナンデス、2001年、～165ページ （第2期開始）
20. 『Dicks and Deedees』ハイミー・ヘルナンデス、2003年6月、～90ページ
21. 『The Book of Ofelia』（「Luba」巻2）ヒルベルト・ヘルナンデス、2005年12月、～250ページ
22. 『Ghost of Hoppers』ハイミー・ヘルナンデス、2005年12月、～120ページ
23. 『Three Daughters』（「Luba」巻3）ヒルベルト・ヘルナンデス、2006年8月、～140ページ
24. 『The Education of Hopey Glass』ハイミー・ヘルナンデス、2008年4月、～130ページ
25. 『High Soft Lisp』ヒルベルト・ヘルナンデス、2010年4月、～140ページ
26. 『God and Science: Return of the Ti-Girls』ハイミー・ヘルナンデス、2012年7月、～140ページ
27. 『Julio's Day』ヒルベルト・ヘルナンデス、2013年4月、～110ページ
28. 『The Love Bunglers』ハイミー・ヘルナンデス、2014年4月、～100ページ

### オムニバス版
シリーズ第1期は2010年から判型の小さい「オムニバス」形式のトレード・ペーパーバックとして再版された。第2期も同様に再版されている。2018年からは「New Stories」期の作品も加わった。
1. 『Maggie the Mechanic』（「Locas」Book 1）ハイミー・ヘルナンデス、2007年、272ページ（第1期より）
2. 『The Girl from H.O.P.P.E.R.S.』（「Locas」Book 2）ハイミー・ヘルナンデス、2007年、272ページ（第1期より）
3. 『Perla la Loca』（「Locas」Book 3）ハイミー・ヘルナンデス、2007年、288ページ（第1期より）
4. 『Heartbreak Soup』（「Palomar」Book 1）ヒルベルト・ヘルナンデス、2007年、288ページ（第1期より）
5. 『Human Diastrophism』（「Palomar」Book 2）ヒルベルト・ヘルナンデス、2007年、288ページ（第1期より）
6. 『Beyond Palomar』（「Palomar」Book 3）ヒルベルト・ヘルナンデス、2007年、256ページ（第1期より）
7. 『Amor Y Cohetes』ハイミー、ヒルベルト、マリオ・ヘルナンデス、2008年、280ページ（「ローカス」「パロマー」以外のコミックを収録したもの。第1期より）
8. 『Penny Century』（「Locas」Book 4）ハイミー・ヘルナンデス、2010年、240ページ（第1期「Penny Century」「Whoa, Nellie!」「Maggie and Hopey Color Fun」および第2期より）
9. 『Esperanza』（「Locas」Book 5）ハイミー・ヘルナンデス、2011年、248ページ（第2期より）
10. 『Luba and Her family』（「Luba」Book 1）ヒルベルト・ヘルナンデス2014年、312ページ（第2期より）
11. 『Ofelia』（「Luba」Book 2）ヒルベルト・ヘルナンデス、2015年、256ページ（第2期より）
12. 『Comics Dementia』ヒルベルト・ヘルナンデス、2016年、224ページ（第1期、第2期の「ローカス」「パロマー」以外のコミック作品）
13. 『Angels and Magpies』（「Locas」Book 6）ハイミー・ヘルナンデス、2018年、260ページ（「New Stories」期の「Gods and Science: Return of the Ti-Girls」「The Love Bunglers」）（予定）

### ハードカバー
パロマーとマギーの物語はそれぞれハードカバー版でも刊行されている。
1. 『Locas: The Maggie and Hopey Stories』ハイミー・ヘルナンデス、2004年
2. 『Locas II: Maggie, Hopey, and Ray』ハイミー・ヘルナンデス、2009年
3. 『Palomar: The Heartbreak Soup Stories』ヒルベルト・ヘルナンデス、2003年
4. 『Luba』ヒルベルト・ヘルナンデス、2009年

## ニューストーリー
第2期終了後、シリーズは『ラブ・アンド・ロケッツ: ニューストーリー』という題で年1冊刊行のトレード・ペーパーバックとして継続した。現在までに8冊が発行された。
1. 『New Stories』volume 1、112ページ (2008)
2. 『New Stories』volume 2、104ページ (2009)
3. 『New Stories』volume 3、104ページ (2010)
4. 『New Stories』volume 4、104ページ (2011)
5. 『New Stories』volume 5、96ページ (2012)
6. 『New Stories』volume 6、100ページ (2013)
7. 『New Stories』volume 7、100ページ (2015)
8. 『New Stories』volume 8、100ページ (2016)

2012年、『ニューストーリー』の最初の2冊に掲載されたハイミーの作品が約30ページの新作コミックとともに『God and Science: Return of the Ti-Girls』として1冊にまとめられた。2014年には、第3巻と第4巻に掲載されたハイミーの作品が『The Love Bunglers』として刊行された。